# Michel Teló
Michel Teló (Medianeira, Brazil, 21. siječnja 1981.), brazilski pjevač i tekstopisac žanra sertanejo. Prije samostalne karijere nastupao je kao vokal brojnim sastavima među kojima je najpoznatiji Tradição. Između 2009. i 2011. godine snimio je tri albuma. Njegov najveći hit jest Ai se eu te pego! iz 2011. godine. Godine 2012. nastupio je u pulskoj Areni pred oko 1000 obožavatelja.

## Diskografja
- 2009.: Balada Sertaneja (studijski album)
- 2010.: Michel Teló – Ao Vivo
- 2011.: Michel na Balada

## Vanjske poveznice
- (port.)(šp.)(engl.) Službene stranice